# Taco
I taco (pronuncia spagnola: [ˈtako]) sono delle tortilla messicane piegate su loro stesse, fatte con farina di mais o di frumento (soprattutto nel Nord del Messico), contenenti condimenti di vari tipi.

## Caratteristiche
Il taco tradizionale messicano utilizza tortilla di mais o di frumento morbide, unte nel sugo del ripieno e scaldate brevemente, mentre quelle comuni in altri paesi usano tortilla fritte al punto di essere croccanti (hard shell tacos), preparate industrialmente e vendute nei supermercati, spesso come parte di un pacchetto comprendente gli altri ingredienti necessari. I taco con le tortilla croccanti non vengono considerati come "messicani" in Messico, ma piuttosto un'invenzione tex-mex.
Il ripieno è anche molto differente. In Messico i veri taco vengono preparati con carne cotta in vari modi (è spesso usata quella di manzo), pesce, queso fundido (formaggio fuso), cipolla cruda, salsa di chili verde piccante, insalata e soprattutto limone verde e foglie di coriandolo (cilantro). Spesso vi si aggiunge crema (panna acida), pico de gallo, guacamole.
I taco "tex-mex" hanno un ripieno più standardizzato che consiste di carne macinata cotta in spezie considerate "messicane", formaggio grattugiato, pezzetti di pomodoro crudo, lattuga e salsa di pomodoro più o meno piccante.

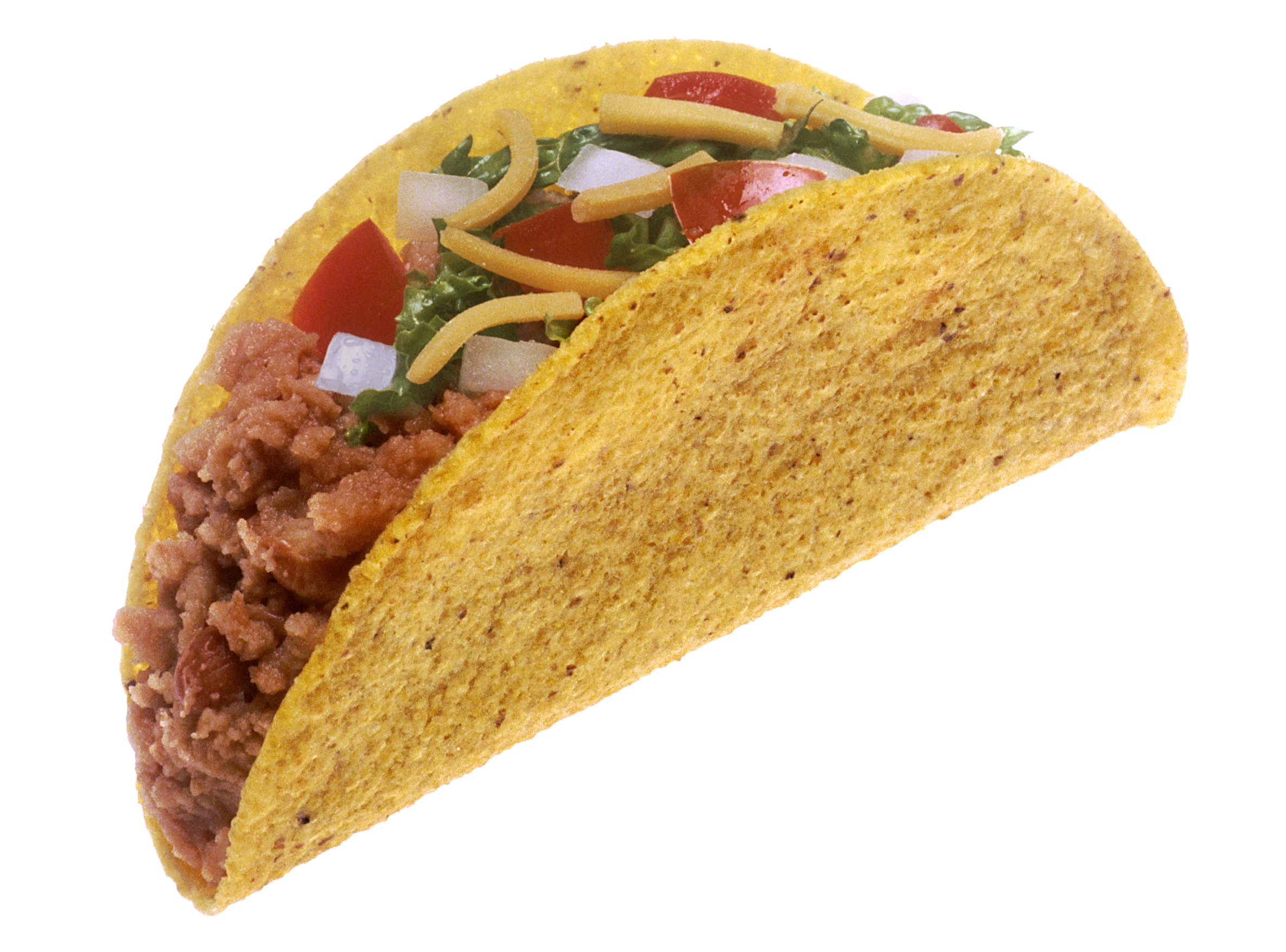
Un taco Tex-Mex

I taco croccanti sono un piatto diffusissimo, tipico della Tex-Mex, assolutamente da non confondere con i burrito che si differenziano dai taco soprattutto per il modo in cui viene usata la tortilla, letteralmente arrotolata attorno al condimento come a formare un grande involtino. Si possono preparare a casa, usando gli appositi ingredienti commerciali o comperare già pronti nei fast food.
Né il taco messicano né il taco croccante vanno confusi col taco indiano, diffuso nelle comunità indigene degli Stati Uniti.

## Taco a livello industriale
Negli USA è molto popolare una catena di fast food: la Taco Bell, i cui menù sono composti soprattutto di tacos e burritos.
Recentemente, anche in America si sono diffusi i "soft taco", preparati con tortilla non croccanti; però questi ultimi utilizzano tortilla di farina di frumento, non quella di mais usata nei taco tradizionali.

## Tipi di taco
| 1. Tacos al pastor         | 2. Tacos de canasta          | 3. Tacos dorados     |
| 4. Tacos de barbacoa       | 5. Tacos de carnitas         | 6. Tacos de guisado  |
| 7. Tacos de carne asada    | 8. Tacos de suadero          | 9. Tacos de pescado  |
| 10. Tacos de bistec        | 11. Tacos de cochinita       | 12. Tacos Gobernador |
| 13. Tacos de Birria        | 14. Tacos de Camarón         | 15. Tacos árabes     |
| 16. Tacos de tripa         | 17. Tacos de cabeza          | 18. Tacos de cecina  |
| 19. Tacos placeros         | 20. Tacos de arrachera       | 21. Tacos de adobada |
| 22. Tacos de lengua        | 23. Tacos de flor de jamaica | 24. Tacos de ojo     |
| 25. Tacos veganos          | 26. Tacos mañaneros          | 27. Tacos de papa    |
| 28. Tacos dorados de pollo | 29. Tacos campechanos        | 30. Tacos de alambre |
| 31. Tacos de buche         | 32. Tacos de longaniza       | 33. Tacos de obispo  |
| 34. Tacos de marlin        | 35. Tacos de machitos        |                      |